# Let Me Entertain You Tour
Let Me Entertain You Tour – jedenasta trasa koncertowa Robbie’ego Williamsa; w jej trakcie odbyły się czterdzieści dwa koncerty.

## Program koncertów
Nie na wszystkich koncertach trasy setlista była taka sama.
1. Wstęp z wideo (z fragmentem „O Fortuna” z kantaty Carla Orffa Carmina Burana)
2. „Let Me Entertain You”
3. „Rock DJ”
4. „We Will Rock You (cover Queen)/"I Love Rock’N’Roll”
5. „Monsoon”
6. „Tripping”
7. „Bodies” (z fragmentem „Royals”)
8. „Eternity"/"Road To Mandalay”
9. Pokaz wideo
10. „Minnie The Moocher”
11. „Swing Supreme” (z fragmentem „I Will Survive” Glorii Gaynor)
12. „Ignition” (Remix)/"Shout”
13. „Motherfucker” (z fragmentem „Twinkle, Twinkle, Little Star”)
14. „Better Man”
15. Pokaz wideo
16. „Radio” (z fragmentem „Push”)
17. „No Regrets” (w Madrycie w utwór wpleciony fragment „Fastlove”; w Barcelonie fragment „Freedom 90” George’a Michaela)
18. „Come Undone” (z fragmentem „I Still Haven't Found What I'm Looking For”)
19. „Candy”
20. „Feel”
21. „Millennium” (z fragmentem „99 Problems”)
22. „Kids” (z fragmentem „Back In Black)”

Bisy:
1. „Bohemian Rhapsody” (Queen)
2. „Angels"

Rzadziej grane:
1. „Let Love Be Your Energy” (Barcelona)
2. „Strong” (Tel Awiw)
3. „She’s The One” (Tel Awiw)
4. „Me And My Monkey” (Ateny)
5. „My Way” (Bukareszt) (duet Robbie’ego Williamsa z jego ojcem)
6. „Supreme” (Australia)

## Lista koncertów
1. 25 marca 2015 – Madryt, Hiszpania – Palacio de Deportes de la Communidad de Madrid
2. 27 marca 2015 – Barcelona, Hiszpania – Palau Sant Jordi
3. 30 marca 2015 – Paryż, Francja – Zénith Paris
4. 31 marca 2015 – Paryż, Francja - Zénith Paris
5. 1 kwietnia 2015 – Paryż, Francja - Zénith Paris
6. 5 kwietnia 2015 – Kowno, Litwa – Žalgiris Arena
7. 6 kwietnia 2015 – Ryga, Łotwa – Arena Riga
8. 9 kwietnia 2015 – Sankt Petersburg, Rosja – Pałac Lodowy w Sankt Petersburgu
9. 12 kwietnia 2015 – Moskwa, Rosja – Olimpijskij
10. 15 kwietnia 2015 – Mińsk, Białoruś – Minsk-Arena
11. 17 kwietnia 2015 – Kraków, Polska – Tauron Arena Kraków
12. 18 kwietnia 2015 – Bratysława, Słowacja – Ondrej Nepela Arena
13. 21 kwietnia 2015 – Linz, Austria – TipsArena Linz
14. 22 kwietnia 2015 – Linz, Austria - TipsArena Linz
15. 25 kwietnia 2015 – Abu Dhabi, Zjednoczone Emiraty Arabskie – Yas
16. 2 maja 2015 – Tel Awiw, Izrael – park ha-Jarkon
17. 13 czerwca 2015 – Landgraaf, Holandia – Megaland Laandgraf (Pinkpop Festival)
18. 17 czerwca 2015 – Belgrad, Serbia – Ušće Park
19. 20 czerwca 2015 – Malakasa, Grecja – Terra Vibe Park (Rockwave Festival)
20. 26 czerwca 2015 – Norrköping, Szwecja – Bråvalla flygflottilj (Bråvalla Festival)
21. 28 czerwca 2015 – Odense, Dania – Tusindårsskoven (Tinderbox Music Festival)
22. 4 lipca 2015 – Werchter, Belgia – Werchter Rock Festival
23. 7 lipca 2015 – Rzym, Włochy – Ippodromo delle Cappannelle (Rock in Roma)
24. 12 lipca 2015 – Monaco-Ville, Monako – Pałac Księcia Monako
25. 17 lipca 2015 – Bukareszt, Rumunia – Plac Konstytucji
26. 20 lipca 2015 – Nyon, Szwajcaria – Paléo Festival
27. 23 lipca 2015 – Lucca, Włochy - Plac Napoleona (Lucca Summer Festival)
28. 25 lipca 2015 – Barcelona, Hiszpania - Platja del Fòrum i Parc de la Pau (Hard Rock Rising)
29. 7 sierpnia 2015 – Burgas, Bułgaria – Spirit of Burgas
30. 10 sierpnia 2015 – Budapeszt, Węgry – Óbudai-sziget
31. 9 października 2015 – Perth, Australia – Perth Arena
32. 10 października 2015 – Perth, Australia - Perth Arena
33. 13 października 2015 – Adelaide, Australia – Adelaide Entertainment Centre
34. 14 października 2015 – Adelaide, Australia - Adelaide Entertainment Centre
35. 17 października 2015 – Brisbane, Australia – Brisbane Entertainment Centre
36. 22 października 2015 – Melbourne, Australia – Rod Laver Arena
37. 23 października 2015 – Melbourne, Australia - Rod Laver Arena
38. 24 października 2015 – Melbourne, Australia - Rod Laver Arena
39. 27 października 2015 – Sydney, Australia – Allphones Arena
40. 28 października 2015 – Sydney, Australia - Allphones Arena
41. 31 października 2015 – Wellington, Nowa Zelandia – Basin Reserve
42. 3 listopada 2015 – Auckland, Nowa Zelandia – Vector Arena